# Alexander Arutjunjan

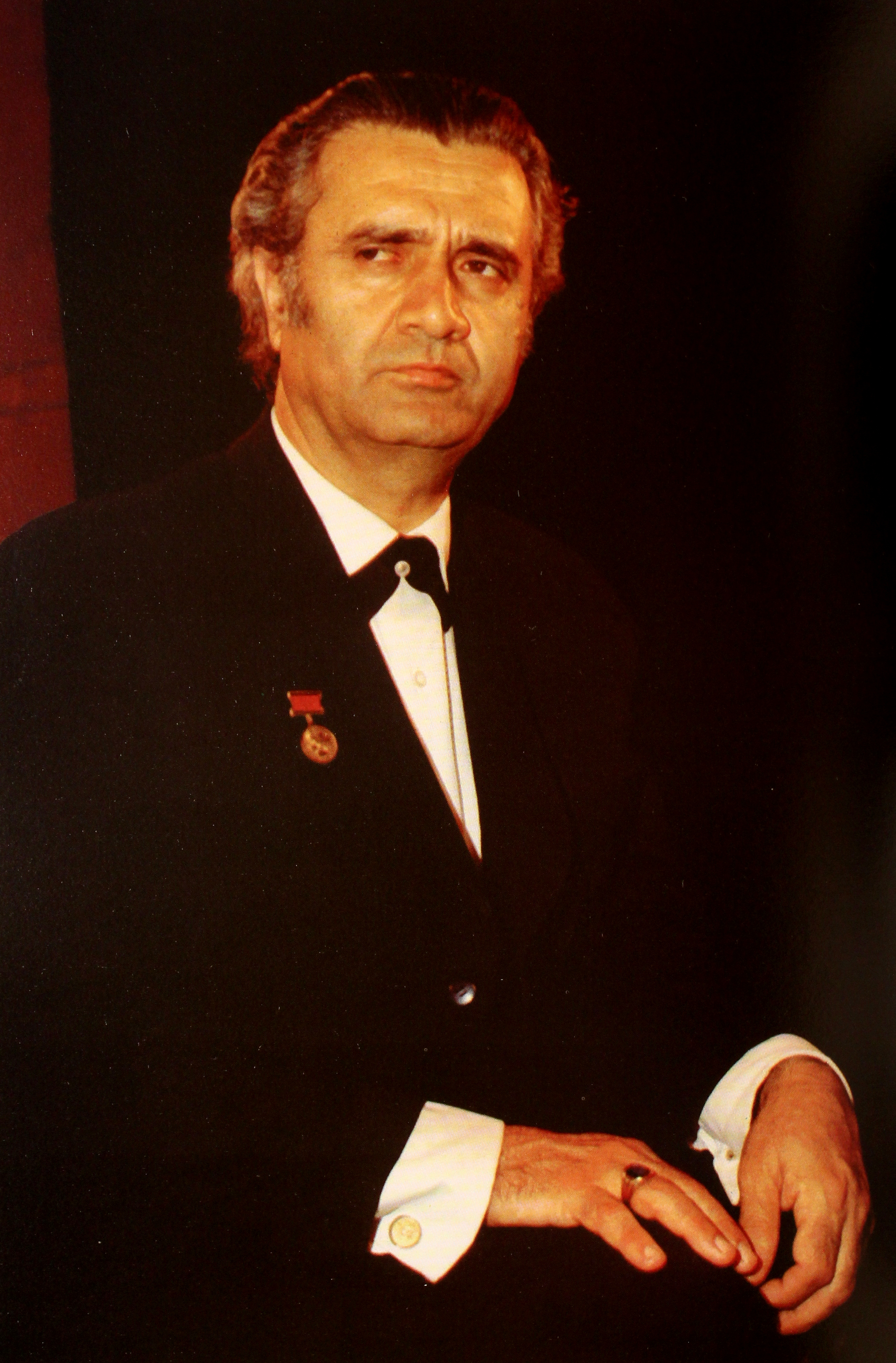
Alexander Arutjunjan

Alexander Grigorjewitsch Arutjunjan, auch Harut'yunyan, (russisch Алекса́ндр Григо́рьевич Арутюня́н Alexander Grigorjewitsch Arutjunjan, armenisch Ալեքսանդր Գրիգորի Հարությունյան Aleksandr Grigori Harutjunjan; * 23. September 1920 in Jerewan, Demokratische Republik Armenien; † 28. März 2012 ebenda, Republik Armenien) war ein armenischer Komponist in der UdSSR.

## Karriere
Arutjunjan erhielt bereits als Kind den ersten Klavierunterricht und begann 1934, Komposition und Klavier am Konservatorium Jerewan zu studieren. 1941 unterbrach er seine Studien und setzte diese erst 1944 am Moskauer Konservatorium fort (u. a. bei Konstantin Igumnow und Nikolai Peiko). Im Jahr 1946 beendete er seine Studien und kehrte im folgenden Jahr nach Jerewan zurück. In den folgenden Jahren machte er sich besonders durch seine Kantate von der Heimat und sein Trompetenkonzert als Komponist einen Namen. Vor allem das Trompetenkonzert machte ihn international bekannt. 1954 wurde Arutjunjan als Lehrer für Komposition an das Konservatorium in Jerewan berufen; 1977 wurde er zum Professor ernannt. Auch als Pianist trat er hervor. Arutjunjan wurde während seiner gesamten Laufbahn vielfach ausgezeichnet. Schon 1949 erhielt er den Stalinpreis, später wurde er zum Volkskünstler der UdSSR und von Armenien ernannt. Außerdem erhielt er beispielsweise den Orpheus-Award (Kentucky) und im Jahr 2001 einen armenischen Staatsorden.

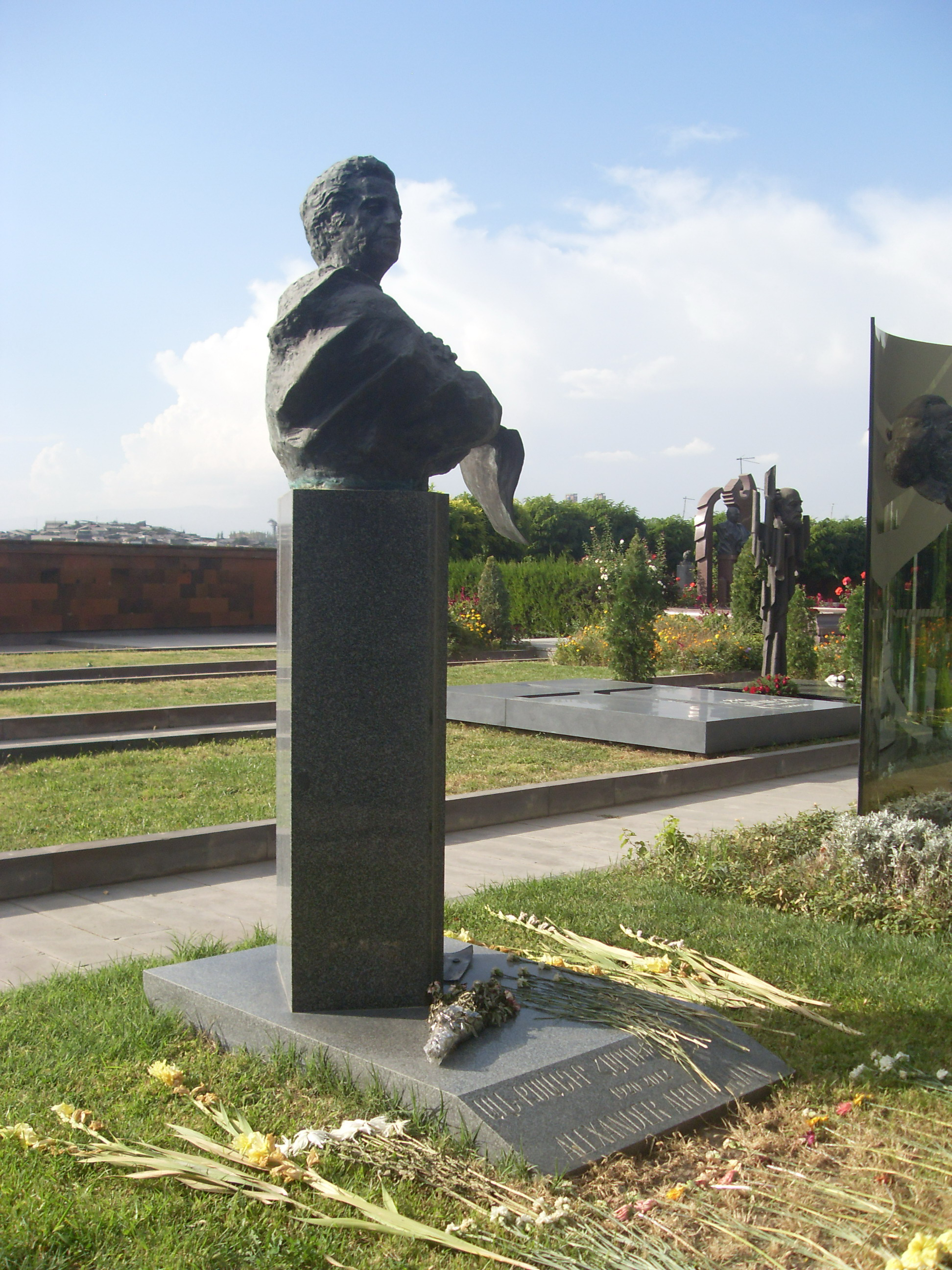
Grabmal von Alexander Arutjunjan im Komitas Pantheon in Jerewan

1987 wurde ihm die Ehrenbürgerschaft der Stadt Jerewan verliehen, 2005 die der Stadt Gjumri.

## Stil
Obwohl Arutjunjans Stil insgesamt recht einheitlich ist, lassen sich drei Perioden in seinem Schaffen erkennen: zunächst eine Phase, in der die armenische Volksmusik zusammen mit einem gewissen Pathos eine große Rolle spielte, etwa ab den 1960er-Jahren eine verstärkte Hinwendung zum Neoklassizismus und zu Merkmalen des Barock und schließlich eine Synthese aus diesen beiden Richtungen. Arutjunjan schrieb eine sehr eigenständige Musik, die vielfältige Wurzeln und Einflüsse erkennen lässt. Wichtig war für ihn stets die Folklore seiner Heimat. Gleichzeitig war er jedoch stark mit der westeuropäischen Tradition verbunden, indem er Elemente des Barock und auch der Romantik in seine Musiksprache einfließen ließ. Ein besonderer Schwerpunkt liegt auf dem konzertanten Element; er verstand es, bestimmte Instrumente sehr gekonnt in Szene zu setzen. Arutjunjans Musik ist zudem ausgesprochen vital, teilweise geradezu „musikantisch“ wie auch sehr emotional: die Palette der zum Ausdruck gebrachten Emotionen ist sehr groß. Außerdem ist sein Stil durch ausgeprägte Polyphonie und einprägsame, volkstümliche Melodien gekennzeichnet. Arutjunjan behielt den Rahmen einer erweiterten, vor allem stark modal geprägten Tonalität stets bei. Seine Musik bereitet dem Hörer keine Verständnisprobleme. Direkte Vorbilder lassen sich nur schwer ausmachen, da er einen ausgeprägten persönlichen Stil besaß; in seinem Gesamtwerk steht er Aram Chatschaturjan und Dmitri Kabalewski am nächsten. Arutjunjan ist nach Chatschaturjan der bedeutendste armenische Komponist. In Deutschland sind in erster Linie seine Blechbläserkonzerte (v. a. das Trompetenkonzert) bekannt.

## Werke
- Orchesterwerke
  - Konzertouvertüre (1944)
  - Tanzsuite (1952)
  - Sinfonie c-Moll (1957, rev. 1980)
  - Sinfonietta für Streichorchester (1966)

- Konzerte
  - Klavierkonzert (1941)
  - Trompetenkonzert (1950)
  - Concertino für Klavier und Orchester (1951)
  - Hornkonzert (1962)
  - Thema und Variationen für Trompete und Orchester (1973)
  - Concertino für Violoncello und kleines Orchester (1976)
  - Oboenkonzert (1977)
  - Flötenkonzert (1980, rev. 2009)
  - Violinkonzert „Armenia-88“ für Violine und Streichorchester (1988)
  - Posaunenkonzert (1991)
  - Tubakonzert (1992)
  - Elegie für Trompete und Orchester (2000)

- Vokalmusik
  - „Kantate von der Heimat“ (1948)
  - Konzert für Sopran und Orchester (1950)
  - „Die Sage vom armenischen Volk“, Poem (1960)
  - „Sajat-Nowa“, Oper (1967)
  - „Ode an Lenin“ für Chor und Orchester (1967)
  - Lieder
  - Chöre

- Kammermusik
  - Streichquartett (1947)
  - „Concert Scherzo“ für Trompete und Klavier (1955)
  - Violasonate „Retro“ (1983)
  - „Armenische Skizzen“ für Blechbläserquintett (1984)
  - Sonate-Poem für Violine und Klavier (1985)
  - „Aria et Scherzo“ für Trompete und Klavier (1987)
  - Suite für Oboe, Horn und Klavier (1998)

- Klaviermusik
  - „Polyphone Sonate“ (1946)
  - Sonatine (1967)
  - „6 Stimmungen“ (1976)
  - weitere kleinere Stücke
- Cellomusik
  - Impromptu